# ناثان إل. باشمان
ناثان إل. باشمان هو مدع ومحامي وقاضي وسياسي أمريكي، ولد في 2 أغسطس 1878 في تشاتانوغا في الولايات المتحدة، وتوفي في 23 أبريل 1937 في واشنطن العاصمة في الولايات المتحدة. نشط حزبياً في الحزب الديمقراطي.

## مناصب
- انتخب عضو مجلس الشيوخ الأمريكي [الإنجليزية]‏ عن دائرة Tennessee Class 2 senate seat ‏ وقد انضم خلال فترته النيابية (3 يناير 1937 – 23 أبريل 1937) للكتلة البرلمانية الحزب الديمقراطي.
- انتخب عضو مجلس الشيوخ الأمريكي [الإنجليزية]‏ عن دائرة Tennessee Class 2 senate seat ‏ وقد انضم خلال فترته النيابية [الإنجليزية]‏ (3 يناير 1935 – 3 يناير 1937) للكتلة البرلمانية الحزب الديمقراطي.
- انتخب عضو مجلس الشيوخ الأمريكي [الإنجليزية]‏ عن دائرة Tennessee Class 2 senate seat ‏ وقد انضم خلال فترته النيابية [الإنجليزية]‏ (4 مارس 1933 – 3 يناير 1935) للكتلة البرلمانية الحزب الديمقراطي.
- انتخب عضو مجلس الشيوخ الأمريكي [الإنجليزية]‏ عن دائرة Tennessee Class 2 senate seat ‏ وقد انضم خلال فترته النيابية [الإنجليزية]‏ (28 فبراير 1933 – 4 مارس 1933) للكتلة البرلمانية الحزب الديمقراطي.
- انتخب عضو مجلس الشيوخ الأمريكي [الإنجليزية]‏.